# Église Saint-Esprit de Lormont
Pour les articles homonymes, voir Église du Saint-Esprit.
L'église Saint-Esprit est une église située à Lormont en Gironde. Elle est inscrite au titre des monuments historiques depuis 2000. Elle a également le label « Patrimoine du XXe siècle ».
L'église Saint-Esprit a été conçue par l'atelier d'architecture Salier Lajus Courtois Sadirac.